# Wiktor Dawidkow
Wiktor Iosifowicz Dawidkow (ros. Виктор Иосифович Давидков, ur. 4 sierpnia?/17 sierpnia 1913 w Wasyliwce, zm. 2 lipca 2001 w Moskwie) – radziecki generał pułkownik lotnictwa, Bohater Związku Radzieckiego (1942).

## Życiorys
W 1932 skończył szkołę fabryczną w Zaporożu, pracował jako ślusarz-mechanik w kombinacie aluminiowym w Zaporożu, od maja do listopada 1932 służył w Armii Czerwonej w Leningradzie, później pracował jako ślusarz-mechanik w fabryce „Bolszewik” w Rodnikach w obwodzie iwanowskim. Od sierpnia 1933 ponownie służył w Armii Czerwonej, uczył się w Kaczyńskiej Wyższej Wojskowej Szkole Lotniczej dla Pilotów i później w wojskowej lotniczej szkole pilotów w Engelsie, został lotnikiem myśliwskim w Moskiewskim Okręgu Wojskowym i od września 1937 na Dalekim Wschodzie. Latem 1938 brał udział w walkach nad jeziorem Chasan jako dowódca klucza, a w lutym-marcu 1940 w wojnie z Finlandią; podczas wojny zimowej wykonał 30 lotów bojowych. Potem został lotnikiem-inspektorem, latem 1940 uczestniczył w zajmowaniu przez ZSRR Besarabii, a od czerwca 1941 w wojnie z Niemcami jako zastępca dowódcy i od listopada 1941 dowódca 131 lotniczego pułku myśliwskiego. Od czerwca do grudnia 1941 i ponownie od maja do lipca 1942 walczył na Froncie Południowym, w lipcu-sierpniu 1942 Froncie Północno-Kaukaskim, a od sierpnia do grudnia 1942 w składzie Północnej Grupy Wojsk Frontu Zakaukaskiego, brał udział w walkach obronnych w Mołdawii i na południu Ukrainy, operacji rostowskiej, barwienkowo-łozowskiej, w walkach o Charków i Kaukaz.
W czerwcu 1943 ukończył kursy doskonalenia kadry oficerskiej przy Akademii Wojskowo-Powietrznej, w lipcu 1943 został dowódcą pułku lotniczego, a w grudniu 1943 lotniczej dywizji myśliwskiej, od lipca do października 1943 walczył na Froncie Briańskim, a od grudnia 1943 do maja 1945 1 Ukraińskim, uczestniczył w operacji orłowskiej, briańskiej, żytomiersko-berdyczowskiej, korsuń-szewczenkowskiej, rówieńsko-łuckiej, proskurowsko-czerniowieckiej, lwowsko-sandomierskiej, sandomiersko-śląskiej, dolnośląskiej, górnośląskiej, berlińskiej i praskiej. Podczas wojny wykonał 434 loty bojowe, w walkach powietrznych zestrzelił osobiście 20 i w grupie 2 samoloty wroga. Po wojnie do czerwca 1947 dowodził dywizją lotniczą w Centralnej Grupie Wojsk w Austrii, a od lipca 1947 do listopada 1949 11 Lotniczym Korpusem Myśliwskim w Nadbałtyckim Okręgu Wojskowym, w 1951 ukończył Wyższą Akademię Wojskową i został zastępcą dowódcy 54 Armii Powietrznej we Władywostoku. Od września 1951 do stycznia 1953 dowodził wojskami Nadmorskiego Przygranicznego Rejonu Obrony Powietrznej i jednocześnie był zastępcą dowódcy 54 Armii Powietrznej, od stycznia 1953 do listopada 1959 był dowódcą 37 Armii Powietrznej w Północnej Grupie Wojsk w Legnicy, od listopada 1959 do lipca 1962 dowódcą 76 Armii Powietrznej w Leningradzkim Okręgu Wojskowym, od lipca 1962 do sierpnia 1963 dowodził specjalną grupą lotniczą na Kubie. Od sierpnia 1963 do kwietnia 1964 ponownie dowodził 76 Armią Powietrzną w Leningradzkim Okręgu Wojskowym, od kwietnia do sierpnia 1964 był naczelnikiem lotnictwa tego okręgu, od sierpnia 1964 do września 1968 I zastępcą dowódcy Lotnictwa Dalekiego Zasięgu, a 1968-1977 zastępcą naczelnika Akademii Wojskowo-Powietrznej w Monino, następnie zakończył służbę wojskową. W latach 1955–1963 był deputowanym do Rady Najwyższej Białoruskiej SRR 4 i 5 kadencji. W 1972 otrzymał tytuł kandydata nauk wojskowych.

## Awanse
- porucznik (25 maja 1938)
- starszy porucznik (13 stycznia 1939)
- kapitan (19 listopada 1940)
- major (5 listopada 1941)
- podpułkownik (21 stycznia 1943)
- pułkownik (4 lutego 1944)
- generał major lotnictwa (11 maja 1949)
- generał porucznik lotnictwa (8 sierpnia 1955)
- generał pułkownik lotnictwa (7 maja 1960)

## Odznaczenia
- Złota Gwiazda Bohatera Związku Radzieckiego (6 czerwca 1942)
- Order Lenina (dwukrotnie – 5 listopada 1941 i 6 czerwca 1942)
- Order Czerwonego Sztandaru (czterokrotnie – 21 maja 1940, 11 kwietnia 1945, 3 listopada 1953 i 1 października 1963)
- Order Suworowa II klasy (29 maja 1945)
- Order Kutuzowa II klasy (19 sierpnia 1944)
- Order Aleksandra Newskiego (30 sierpnia 1943)
- Order Wojny Ojczyźnianej I klasy (11 marca 1985)
- Order Czerwonej Gwiazdy (dwukrotnie – 20 czerwca 1949 i 16 sierpnia 1983)
- Order „Za służbę Ojczyźnie w Siłach Zbrojnych ZSRR” III klasy (30 kwietnia 1975)
- Order Żukowa (25 kwietnia 1995)
- Medal „Za zasługi bojowe” (3 listopada 1944)
- Krzyż Walecznych (Polska Ludowa)

I inne.